# Tóbiás
A Tóbiás héber eredetű bibliai férfinév, jelentése: Jahve jó.  Női párja: Tóbia.

## Gyakorisága
Az 1990-es években szórványos név, a 2000-es években nem szerepel a 100 leggyakoribb férfinév között.

## Névnapok
- január 1.[2]
- június 13.[2]
- szeptember 12.[2]
- november 2.[2]

## Híres Tóbiások
- Bocskay Tóbiás, gimnáziumi tanár
- Brunszvik Tóbiás, püspök
- Coberus Tóbiás, orvos
- Sebaj Tóbiás, rajzfilmhős
- Nagy Tóbiás, a Barátok közt egyik főszereplője (megszemélyesítője Józan László)
- Lőw Tóbiás (1844–1880) magyar jogász, szakíró, újságíró.